# Castello della Magliana

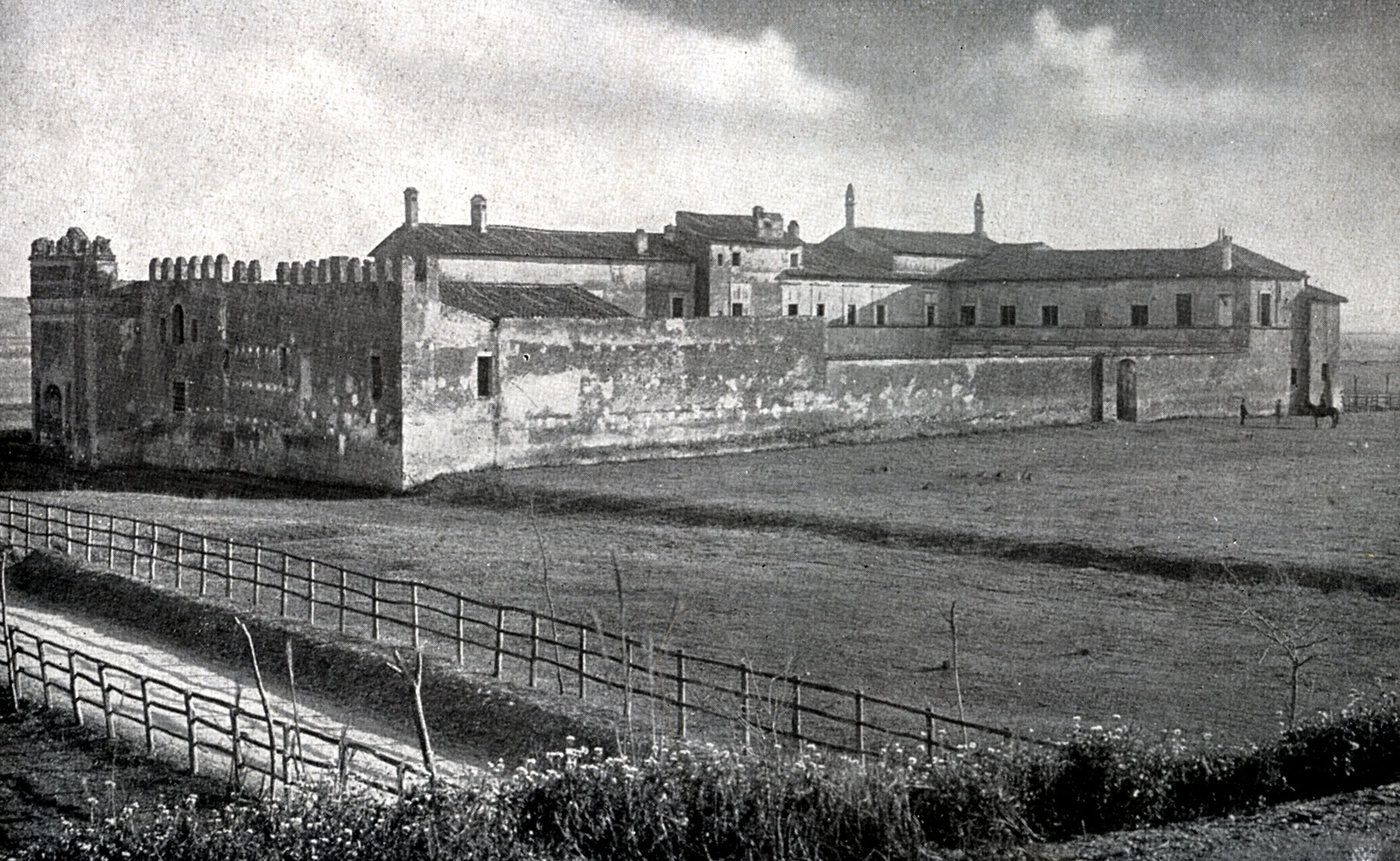
Castello della Magliana nel 1935

Il castello della Magliana è una costruzione fortilizia che si trova in via Luigi Ercole Morselli, 13, nella zona Magliana Vecchia, nei pressi del Tevere, a Roma. È chiamato anche "villa pontificia alla Magliana" perché utilizzata in passato come residenza di campagna dai papi.

## Storia e descrizione
Il castello è ricordato nell'XI secolo come possedimento del monastero di Santa Cecilia in Trastevere; a esso era annesso un oratorio dedicato a Giovanni Battista, che risaliva anch'esso al Medioevo.
L'opera di completo restauro e riadattamento dell'edificio medievale, fu iniziata nel 1480 sotto il pontificato di papa Sisto IV (1471-1484) e proseguì sotto quello di papa Innocenzo VIII (1484-1492), che nel 1490 fece abbattere gran parte delle strutture medievali e costruire il nuovo edificio che porta il suo nome. Agli inizi del XVI secolo, papa Giulio II (1503-1513) affidò a Giuliano da Sangallo la costruzione di un nuovo palazzetto con porticato e grandi finestre a croce mozza, le cui camere furono affrescate da alcuni pittori della scuola del Perugino. Durante lo stesso periodo fu ristrutturata anche l'antica cappella di San Giovanni Battista. L'epoca di maggior splendore fu durante il pontificato di papa Leone X (1513-1521) che, oltre ad abbellire ulteriormente gli edifici chiamandovi a lavorare Donato Bramante e Michelangelo Buonarroti, trasformò la villa in un luogo di incontri letterari, di concerti e spettacoli teatrali. Nella volta che sovrasta l'altare della cappella di San Giovanni Battista, alunni della scuola di Raffaello Sanzio dipinsero l'Eterno Padre benedicente fra angeli e cherubini (conservato al Louvre), mentre sulla volta dell'arco della navata centrale dipinse il Martirio di santa Cecilia (frammenti nel Musée des Beaux-Arts di Narbona).
Con la fine dell'epoca rinascimentale, e a causa della malaria, anche il castello cadde in disuso e progressivamente abbandonato; fu dato in proprietà al monastero di santa Cecilia in Trastevere, che lo affittò a privati. Nel 1959 l'intero complesso è stato acquistato e restaurato dal Sovrano militare ordine di Malta. Ospita gli uffici e la direzione del vicino Ospedale San Giovanni Battista, di proprietà dello stesso ordine.